# Enana azul (etapa)

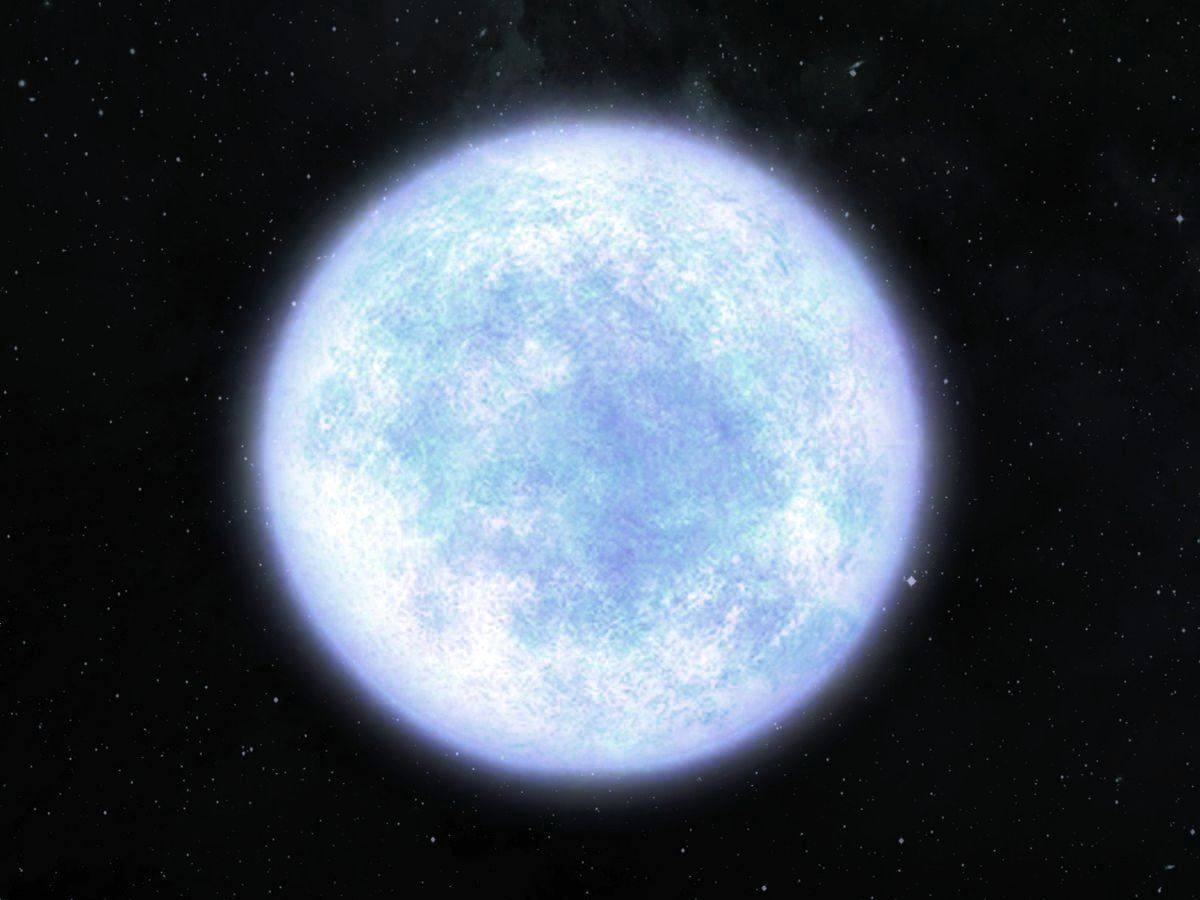
Posible aspecto que tendría una enana azul.

Una enana azul es una hipotética clase de estrella que se forma cuando una enana roja agota la mayor parte de su hidrógeno. Debido a que las enanas rojas fusionan muy lentamente su hidrógeno y que son altamente convectivas (permitiendo así que se fusione un gran porcentaje de su hidrógeno), la vida del universo no es suficientemente elevada como para albergar todavía a una de estas enanas azules. Su existencia se predice a partir de modelos teóricos.
A medida que pasa el tiempo, las estrellas incrementan su luminosidad, y una estrella más luminosa necesita radiar energía más rápidamente para mantenerse en equilibrio. Las estrellas más grandes que las enanas rojas solventan este problema incrementando su tamaño y convirtiéndose en gigantes rojas, aumentando su superficie. Sin embargo, las enanas rojas en lugar de expandirse incrementan su radioactividad, incrementando de este modo su temperatura en la superficie y volviéndose azulada (tipo espectral O). Esto se debe a que las capas de la superficie de las enanas rojas no se vuelven más opacas a medida que la temperatura aumenta.
Las enanas azules, una vez que su hidrógeno se agota completamente, podrían finalizar como enanas blancas.